# Wilhelm Franz Sintenis
Wilhelm Franz Sintenis, född den 26 augusti 1794 i Dornburg (Anhalt), död den 23 januari 1859 i Magdeburg, var en tysk predikant.
Sintenis blev 1831 förste predikant och pastor vid Heilige-Geist-Kirche i Magdeburg. Striden kring hans rationalistiska förkunnelse ledde till bildandet av de fria församlingarna. Själv anslöt han sig dock aldrig till rörelsen.